# Doswelliidae
Doswelliidae – wymarła rodzina mięsożernych archeozaurów. Żyły w Ameryce Północnej i Europie w okresie środkowego i późnego triasu i były jednymi z najbardziej nieodkrytych przedstawicieli gadów naczelnych. Rodzina została nazwana przez R. E. Weems w 1980.

## Rodzaje
- †Ankylosuchus
- †Doswellia
- †Jaxtasuchus
- †Litorosuchus
- †Vancleavea